# 索雷亞馬河

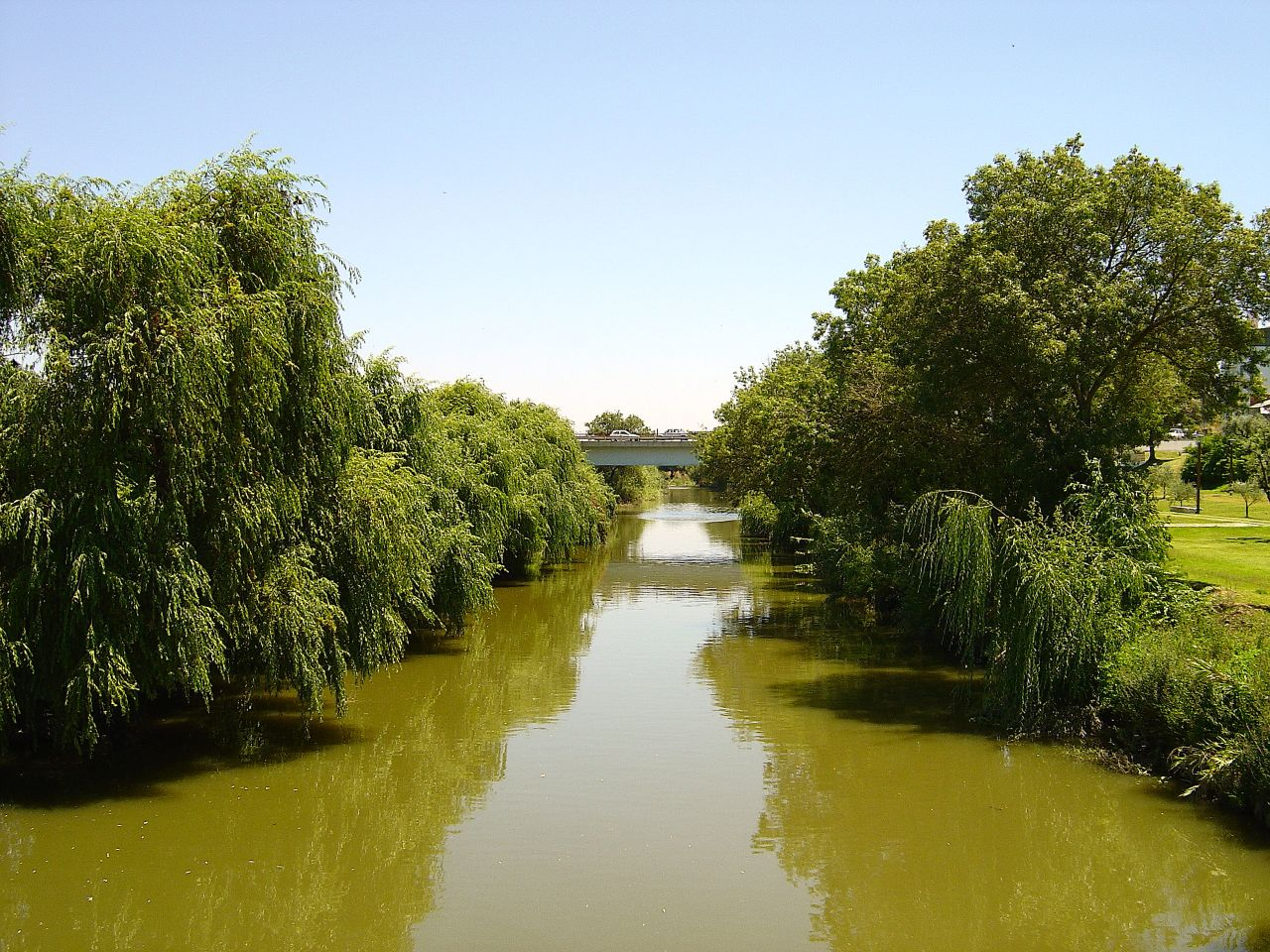
索雷亞馬河一景

索雷亞馬河（葡萄牙語：Rio Sorraia）是一條位於葡萄牙聖塔倫區的河流。這條河流非常靠近Couço。其流域約7,556平方公里，並且其總長度約60公里。